# Hexaethyldiblei
Hexaethyldiblei ist eine chemische Verbindung aus der Gruppe der bleiorganische Verbindung. Sie ist aus zwei miteinander verbundenen Bleiatomen mit insgesamt sechs Ethylgruppen aufgebaut.

## Herstellung
Hexaethyldiblei kann durch Reduktion von Triethylbleihalogeniden hergestellt werden, beispielsweise durch die elektrochemische Reduktion von Triethylbleibromid and einer Kathode aus elementarem Blei. Auch die Reduktion von Triethylbleichlorid oder Diethylbleidichlorid mit Zink in wässriger Lösung ist möglich. Schließlich kann es als Nebenprodukt in Reaktionen zur Herstellung von Tetraethylblei entstehen.

## Nachweis
Nachweis durch Polarographie in einem Lösungsmittelgemisch aus Benzol und Methanol (1:1) mit Lithiumchlorid als zusätzlichem Elektrolyt.

## Externe Links zu erwähnten Verbindungen
1. ↑  Externe Identifikatoren von bzw. Datenbank-Links zu Triethylbleibromid:  CAS-Nr.: 41141-89-3, EG-Nr.: 621-229-8, ECHA-InfoCard: 100.150.101, PubChem: 306022, ChemSpider: 270556, Wikidata: Q82056223.
2. ↑  Externe Identifikatoren von bzw. Datenbank-Links zu Triethylbleichlorid:  CAS-Nr.: 1067-14-7, EG-Nr.: 213-925-1, ECHA-InfoCard: 100.012.660, PubChem: 14019, ChemSpider: 13401, Wikidata: Q26841241.
3. ↑  Externe Identifikatoren von bzw. Datenbank-Links zu Diethylbleidichlorid:  CAS-Nr.: 13231-90-8, EG-Nr.: 621-088-2, ECHA-InfoCard: 100.149.973, PubChem: 316526, Wikidata: Q81986181.